# Царь всех болезней. Биография рака
Царь всех болезней. Биография рака, иной вариант перевода — Император недугов (англ. The Emperor of All Maladies: A Biography of Cancer) — это научно-популярная работа о раке, которую написал Сиддхартха Мукерджи, американский онколог индийского происхождения. Удостоена Пулитцеровской премии 2011 года.

## Краткие сведения
16 ноября 2010 года издательство «Чарлз Скрибнерз сонс» (англ. Charles Scribner's Sons), входящее в состав компании «Саймон и Шустер», опубликовало книгу «Царь всех болезней. Биография рака».
Журнал «Опра» (англ. The Oprah) включил это произведение в свой список десяти лучших книг 2010 года. Книга также попала в списки десяти лучших книг, составленные журналами «Нью-Йорк таймс» и «Тайм».
В 2011 году «Царя всех болезней» номинировали финалистом премии Национального общества литературных критиков (англ. National Book Critics Circle Award). 18 апреля автор был награждён Пулитцеровской премией в номинации «нехудожественная литература». В резюме жюри отметило, что эта книга —

…изящное расследование — как клиническое, так и биографическое, о долгой истории коварной болезни, которая, несмотря на стремительный прогресс в лечении, до сих пор терзает медицинскую науку
Оригинальный текст (англ.)...an elegant inquiry, at once clinical and personal, into the long history of an insidious disease that, despite treatment breakthroughs, still bedevils medical science

В 2011 году Мукерджи был награждён литературно-научной премией Уилсона. Журнал «Нью-Йорк таймс мэгэзин» назвал «Царя всех болезней» одной из ста самых влиятельных книг, опубликованных на английском языке. Журнал «Тайм» поместил Сиддхартху Мукерджи в список ста наиболее влиятельных людей года, а его произведение — в список ста лучших нехудожественных книг с 1923 года.

## Описание
В этой книге две сюжетные линии. Одна — это история лечения и исследования рака. Вторая линия — от первого лица автора как гематолога и онколога Массачусетской больницы общего профиля (англ. Massachusetts General Hospital).
Мукерджи ведёт историю рака от времени, когда эту болезнь 4600 лет назад идентифицировал древнеегипетский медик Имхотеп. Древние греки ничего не знали о клетке, зато были ознакомлены с гидравликой, поэтому выдвинули теорию о четырёх жидкостях в организме, от соотношения которых зависит состояние здоровья. Гален выдвинул гипотезу, что рак начинается из-за избытка чёрной желчи, и такой взгляд господствовал до начала XIX века. Впоследствии, с развитием цитологии и генетики, возникали различные теории возникновения рака.
Эту болезнь издавна пробовали лечить терапевтическим и хирургическим способами. Первый из них сводился к применению внутренних средств, таких как свинцовые настойки, экстракт мышьяка, кабаньи зубы, лисьи лёгкие, тёртая слоновая кость, молотые белые кораллы, ипекакуана, сенна и другие. Внешними средствами были мази на основе козьего помёта, лягушек, гусиных лапок, черепашьей печени и так далее. Второй способ заключался в кровопускании и удалении опухолей (изредка, в случаях, когда их хорошо видно). Первым из зафиксированных в истории прооперированных пациентов была Атосса, жена персидского царя Дарья I, которой греческий раб Демокед удалил опухоль на груди.
В 1760-х годах Джон Хантер начал широко применять хирургические методы борьбы с раком, а в XIX веке они были развиты и усовершенствованы. Радикальный метод Уильяма Холстеда заключался в том, чтобы удалять не только злокачественные опухоли, но и соседние с ними здоровые ткани, на которые могла бы распространиться болезнь.
В 1896 году Эмиль Груббе впервые применил радиотерапию в лечении рака молочной железы.
Открывателем химиотерапии стал Сидни Фарбер, он применил этот новый метод в лечении лейкемии, рака клеток крови. Эту болезнь впервые наблюдал Рудольф Вирхов, а Эрнст Нойманн локализовал патологию в костном мозге. Жизнедеятельность лейкозных клеток зависит от фермента дигидрофолатредуктазы. Химические вещества, которые синтезировал Йеллапрагада Суббарао, Сидни Фарбер использовал, чтобы блокировать этот фермент и уничтожать раковые клетки. Таким образом удавалось достигать временной ремиссии.
В книге изложена история борьбы с раком включая последние научные исследования и методы лечения, в частности достижения в химиотерапии и таргетной терапии, свершения Проекта «Геном человека» и активная работа над Атласом ракового генома.
По словам автора, эта работа стала ответом на замечание пациента: «Я готов и дальше вести борьбу, но мне надо знать, против чего я борюсь».
Мукерджи отметил, что на его произведение повлияли две книги — «Затянувшаяся музыка» Рэнди Шилтса и «Создание атомной бомбы» Ричарда Родоса, а определяющим стал замысел написать «Царя всех болезней» как биографию:
Эта книга — биографическая в прямом смысле этого слова, попытка проникнуть в сознание этого бессмертного недуга, понять его личность, снять завесу тайны с его поведения
Труд можно назвать биографическим ещё и потому, что в изложение теории и способов автор органично вплетает биографии медиков и пациентов. В частности, отмечены Сидни Фарбер и Мэри Ласкер — «современники, идеалисты, дети послевоенного бума науки и техники в Америке. Обоих их затянул водоворот гипнотического, навязчивого стремления начать национальную „войну с раком“».
Во второй сюжетной линии «Царя всех болезней» автор описывает опыт и переживания — свои и пациентов. Особняком стоит история больной белокровием Карлы Род — от начала и почти до конца книги. В произведении много цитат известных авторов — Шекспира, Блейка, Суинбёрна, Беллока, Элиота, Милоша, Ахматовой, Солженицына и других.

## Отзывы
- «Потрясающее достижение» — «Нью-Йоркер»
- «Пора поздравить новую звезду в созвездии великих писателей-медиков» — «Вашингтон пост»
- «Авторитетно… Маленькое чудо проникновенности, размаха, темпа, структуры и ясности» — «Кливленд плейн дилер»

## Награды и почётные звания
- 2010: New York Times Notable Book of the Year — книга вошла в составленный газетой «Нью-Йорк таймс» список ста стоящих внимания книг года
- 2010: New York Times Best Books of the Year — книга вошла в составленный газетой «Нью-Йорк таймс» список десяти лучших книг года
- 2010: New York Times Bestseller — книга вошла в составленный газетой «Нью-Йорк таймс» список бестселлеров года
- 2010: Time magazine’s Best Books of the Year — книга вошла в составленный журналом «Тайм» список лучших книг года
- 2010: Time magazine’s Best Books of the Year — книга вошла в составленный журналом «Тайм» список лучших книг года
- 2010: Los Angeles Times Book Prize, finalist — финал на соискание Книжной премии «Лос-Анджелес таймс»
- 2010: Gabrielle Angel’S Leukemia Foundation Award — Премия Ангельского лейкемийного фонда Габриэль
- 2011: Pulitzer Prize, The Emperor of All Maladies — Пулитцеровская премия
- 2011: PEN/E. O. Wilson Literary Science Writing Award — литературно-научная премия Уилсона
- 2011: National Book Critics Circle Award, finalist — финалист премии Национального общества литературных критиков
- 2011: Time magazine’s 100 Best Non-Fiction Books since 1923 — книга вошла в составленный журналом «Тайм» список ста лучших нехудожественных книг, опубликованных с 1923 года
- 2011: Wellcome Trust Book Prize, shortlist — претендент на получение книжной премии «Уэлком Траст»[16]
- 2011: The Guardian Prize — премия газеты «Гардиан»
- 2012: Boston Public Library Literary Lights — Премия «Свет литературы» от Бостонской публичной библиотеки

## Переводы
- 2011 — на итальянский: «L’imperatore del male. Una biografia del cancro», Neri Pozza Editore, traduzione di Roberto Serrai, ISBN 978-88-545-0331-1
- 2012 — на литовский: «Visų ligų karalius: vėžio biografija», leidykla «Versus aureus», ISBN 978-9955-34-352-3
- 2012 — на немецкий: «Der König aller Krankheiten: Krebs — eine Biografie». DuMont, Köln, aus dem Englischen von Barbara Schaden, ISBN 978-3-8321-9644-8
- 2013 — на французский: «L’Empereur de toutes les maladies. Une biographie du cancer», Éditions Flammarion, ISBN 978-2-08-128544-6
- 2013 — на нидерландский: «De keizer aller ziektes, een biografie van kanker», de Bezige Bij, ISBN 978-9023472896
- 2013 — на польский: «Cesarz wszech chorób. Biografia raka», Wydawnictwo Czarne, ISBN 978-83-7536-544-3
- 2013 — на украинский: «Імператор усіх хвороб: біографія раку», Київ, видавництво Жупанського (ISBN 978-966-2355-36-9)
- 2013 — на русский: «Царь всех болезней. Биография рака», АСТ, ISBN 978-5-17-077569-9